# Бахромчатые бычки
Бахромчатые бычки (лат. Porocottus) — род морских лучепёрых рыб семейства рогатковых отряда скорпенообразных. Длина тела от 4,6 (Porocottus leptosomus) до 8 (Porocottus tentaculatus) см. Обитают в северной и северо-западной частях Тихого океана. Демерсальные рыбы, встречаются на глубине от 0 до 50 м. Хищники, поджидающие добычу в засаде. Они безвредны для человека, их охранный статус не установлен, не являются объектами промысла.

## Таксономия
Род был впервые предложен как монотипический в 1859 году американским биологом Теодором Гиллом, когда он описал Porocottus quadrifilis из Берингова пролива.

## Виды
На апрель 2024 года в род включают 9 видов:
- Porocottus allisi (Jordan & Starks, 1904) — Бахромчатый бычок Эллиса
- Porocottus camtschaticus (Schmidt, 1916) — Камчатский бахромчатый бычок
- Porocottus coronatus Yabe, 1992
- Porocottus japonicus Schmidt, 1935 — Японский бахромчатый бычок
- Porocottus leptosomus Muto, Y. Choi & Yabe, 2002[4]
- Porocottus mednius (Bean, 1898) — Белопятнистый бахромчатый бычок
- Porocottus minutus (Pallas, 1814) — Охотоморский бахромчатый бычок
- Porocottus quadrifilis Gill, 1859 — Чукотский бахромчатый бычок
- Porocottus tentaculatus (Kner, 1868) — Южный бахромчатый бычок